# Erythromalus rufiventris
Erythromalus rufiventris är en stekelart som först beskrevs av Walker 1835.  Erythromalus rufiventris ingår i släktet Erythromalus och familjen puppglanssteklar. Inga underarter finns listade i Catalogue of Life.